# قورباغه درختی نیو انگلند
قورباغه درختی نیو انگلند زیر خانواده بی‌دمان و از گروه طنابداران است.